# Кукес
Ку́кес (алб. Kukësi) — город на северо-востоке Албании. Административный центр одноимённой области Кукес, неподалёку от границы с Республикой Косово. По переписи на 2003 год население составляет 16 315 человек, население в основном албанцы, вторая по численности населения этническая группа — горанцы.
Город расположен у места слияния рек Чёрный Дрин и Белый Дрин в одну — Дрин. В 1976 году прежний город был затоплен водами водохранилища Фиерза, образовавшегося после строительства плотины ГЭС Фиерза, а новый выстроен вновь неподалёку на плато в подножье гор Гьяликес и Коритникут. С тех пор город часто называют Кукеси-и-Ри (Новый Кукес, алб. Kukësi i Ri).
На окраине города течёт ещё одна река — Люмес. Неподалёку от города, в нескольких километрах к югу, есть аэропорт. В городе есть одноимённый футбольный клуб.

## История
15 апреля 1939 года окрестности города стали одним из двух мест высадки воздушного десанта итальянских войск — завершающей операции оккупации итальянцами всех основных населённых пунктов Албании.